# Janina Kowalczykowa
Janina Kowalczykowa (ur. 10 marca 1907 w Golkowicach, zm. 6 grudnia 1970 w Krakowie) – polska lekarka i anatomopatolog. 

## Życiorys
Urodziła się w nauczycielskiej rodzinie Jana Gworka i Mieczysławy z Lelków. Uczęszczała do szkoły podstawowej i niższych klas szkoły średniej w Gołkowicach. Po złożeniu w 1925 egzaminu dojrzałości w Państwowym Gimnazjum Żeńskim w Krakowie podjęła studia medyczne na Wydziale Lekarskim Uniwersytetu Jagiellońskiego. Absolutorium uzyskała 15 grudnia 1930, a dyplom lekarza 26 listopada 1931. Od 1931 była asystentką prof. Stanisława Ciechanowskiego w Katedrze Anatomii Patologicznej UJ.W 1932 obroniła pracę doktorską Rzadkie zejścia gruźlicy wewnętrznych gruczołów chłonnych i uzyskała stopień doktora medycyny. Poślubiła także dr. Jana Kowalczyka (1903–1958), lekarza-chirurga. W czerwcu 1936 uzyskała habilitację na podstawie rozprawy Zmiany miejscowe a usposobienie ogólne w nowotworach sztucznie wywołanych oraz stanowisko zastępcy kierownika katedry.
W czasie II wojny światowej katedra i zakład działały jako prosektura szpitala Św. Łazarza (Vereinigte Staatliche Krankenanstalten). Oficjalnie wszelka dydaktyka i działalność naukowa ustały, ale  zatrudnieni na etatach szpitalnych studenci kontynuowali studia na tajnych kompletach. Docent Kowalczykowa aktywnie włączyła się w prace zakonspirowanego uniwersytetu. Przez pierwsze lata udawało się jej ukryć swoją działalność, w wyniku jej ujawnienia została aresztowana 18 stycznia 1943 w mieszkaniu przy ulicy Dietla 83 i umieszczona w więzieniu Montelupich. Przewieziona transportem do KL Auschwitz 28 stycznia 1943 i oznaczona numerem 32212. W obozie początkowo pracowała jako sztabowa w bloku 9, następnie jako lekarka w bloku szpitalnym nr 29, po czym przeniesiona została do bloku nr 10 w obozie macierzystym w Oświęcimiu. Została zwolniona 1 sierpnia 1943 z obozu po interwencji Polskiego Czerwonego Krzyża. Miała uczestniczyć jako ekspert anatomopatolog przy ekshumacji polskich oficerów w Katyniu nie wzięła w nich jednak udziału. Do wyzwolenia pracowała tylko w domu, wykonując badania histologiczne dla Instytutu Higieny był to warunek jej zwolnienia z obozu.
W latach 1945–1970 kierowała Katedrą Patomorfologii Collegium Medicum UJ. Od 1948 profesor nadzwyczajny; od 1950 profesor zwyczajny. W latach 1953–1959 była dziekanem Wydziału Lekarskiego Akademii Medycznej w Krakowie, a w latach 1956–1959 jej prorektorem. Przewodniczyła Komitetowi Nauk Morfologicznych PAN, brała udział w pracach Komisji Biologii Nowotworów PAN. Była członkiem założycielem Polskiego Towarzystwa Anatomopatologów i wieloletnim przewodniczącym oddziału krakowskiego. Była jednym z inicjatorów powstania czasopisma „Patologia Polska” i jego redaktorem naczelnym od 1949 do 1970.
Zmarła w Krakowie, pochowana obok męża na cmentarzu Rakowickim (kwatera LVI-41-6).

## Ordery i odznaczenia
- Krzyż Kawalerski Orderu Odrodzenia Polski[4]
- Srebrny Krzyż Zasługi (29 września 1955)[10]

- Medal 10-lecia Polski Ludowej (13 stycznia 1955)[11]